# تورمان (آیووا)
تورمان (به انگلیسی: Thurman) شهری در ایالت آیووا کشور ایالات متحده آمریکا است که جمعیت آن در سرشماری سال ۲۰۱۰ میلادی، ۲۲۹ نفر بوده‌است.